# Верхняя Синячиха
Ве́рхняя Синячи́ха — посёлок городского типа в Алапаевском районе Свердловской области России. Входит в состав муниципального образования Алапаевского. 18 июля 1918 года в шахту возле посёлка были сброшены алапаевские мученики.

## География
Верхняя Синячиха расположена далеко к востоку от Уральских гор, в лесистой и холмистой местности. Посёлок стоит на реке Синячихе, на которой вблизи него созданы два пруда: Верхне-Синячихинский и Нижне-Синячихинский. Верхне-Синячихинский пруд расположен на западе, в черте посёлка и продолжается далее на запад за его пределы, Нижне-Синячихинский находится к востоку от посёлка и продолжается до села Нижняя Синячиха. Посёлок находится к северо-востоку от Екатеринбурга, к востоку от Нижнего Тагила и к северу от Алапаевска. Восточнее расположено старинное село Нижняя Синячиха.
Через Верхнюю Синячиху идёт региональная автодорога 65К-5501000 из Алапаевска в Верхнюю Салду.

## История
Более 200 лет назад здесь жили манси (вогулы), которые назвали протекающую здесь речку Сяньгой. Русские добавили к названию окончание «-чиха», и река получила название Синячиха.
В 1769 году в связи с обнаружением в районе реки Синячихи железной руды начата постройка Верхне-Синячихинского завода. На реке была построена плотина длиной 300, высотой 15 и шириной 40 метров.
На правом берегу реки располагались дома, а на левом — заводские цеха, так и образовался посёлок Верхняя Синячиха. В 1782 году железо с завода продавали в Москве, Санкт-Петербурге, Англии. Уголь древесный для доменной печи привозили из лесных районов, находящихся за 30-60 километров. Вырубали лес, выкорчёвывали и складывали в печи, а потом увозили на завод. Так, на месте вырубок образовывались покосы и поля.
Первая школа в посёлке открылась в 1778 году. С 1778 по 1905 год в ней обучалось по 20-30 человек.
Заводской посёлок быстро развивался и вскоре стал волостным селением.
Житель посёлка Иван Саргин, который был очевидцем революции 1905—1907 годов: «В революцию 1905 года рабочие бросили работу. Завод закрылся. Работал только один узкоболваночный цех. Рабочих в этот цех сгоняла полиция. Тогда они стали собирать митинги. На одном из митингов, который проходил на школьной площади, выступал Я. М. Свердлов».
В годы Великой Отечественной войны мартеновская печь выпускала для фронта патроно-гильзовую сталь. 600 синячихинцев ушли на фронт, 275 из них не вернулись. Карелин П. П., Гурьев П. Д., Чечулин И. П. удостоены звания Герой Советского Союза.
В 1944—1959 годах Верхняя Синячиха была центром Синячихинского района.
После войны по инициативе фронтовиков в посёлке развернулось большое индивидуальное строительство. В Синячихе строилось ежегодно около 100 домов, были построены целые новые районы.
Впервые в конце 1950-х годов было налажено автобусное сообщение между Верхней Синячихой и Алапаевском. Сначала ходил крытый грузовик, позже маленькие автобусы. Более полутора веков металлургический завод был единственным крупным предприятием в посёлке. Не одно поколение верхнесинячихинцев освоило профессию металлурга.
В 1941 году вступил в строй лесохимический завод. С него началось превращение Верхней Синячихи в центр лесной промышленности района. В 1972 году выдал первую продукцию фанерный комбинат, а в 1982 году начал работать завод деревостружечных плит (ДСП).
Вместе с новыми заводами строился жилой посёлок, сначала двухэтажные брусковые дома по улице Карла Маркса, а затем пятиэтажные дома по Октябрьской улице.
В 1980 году было построено здание СПТУ № 111 (сейчас Верхнесинячихинский агропромышленный техникум) с новейшим на тот момент оборудованием и техникой.

## Инфраструктура

### Общая информация
В настоящее время Верхняя Синячиха — населённый пункт с развитой социальной средой. Действуют современный больничный комплекс, детская и взрослая поликлиники, станция скорой помощи и диагностический центр, пожарная часть, районное отделение полиции, два отделения «Почты России», отделения Сбербанка и других банков.

### Культура и образование
Работают дом культуры (культурно-досуговый центр), Верхнесинячихинский музей истории и развития промышленности, детская и взрослая библиотеки, Верхнесинячихинский агропромышленный техникум, школа искусств, три школы (две общеобразовательные и одна коррекционная), четыре детских сада.

### Спорт
В 2000-е годы был построен большой, современный физкультурно-спортивный центр «Орион», включающий в себя бассейн, при котором был открыт стадион «Орион». Также существуют различные спортивные клубы и объединения, в том числе баскетбольный клуб «Буревестник». Кроме того, в Верхней Синячихе есть свой ипподром, один из немногих в Свердловской области.

### Досуг
Летом жители посёлка отдыхают на своих дачах, которые расположены в старой части посёлка и занимаются садоводством. Организованы школьные экскурсии в музеи и прочие туристические объекты района.

## Религия

### Мужской монастырь во имя Новомучеников Российских

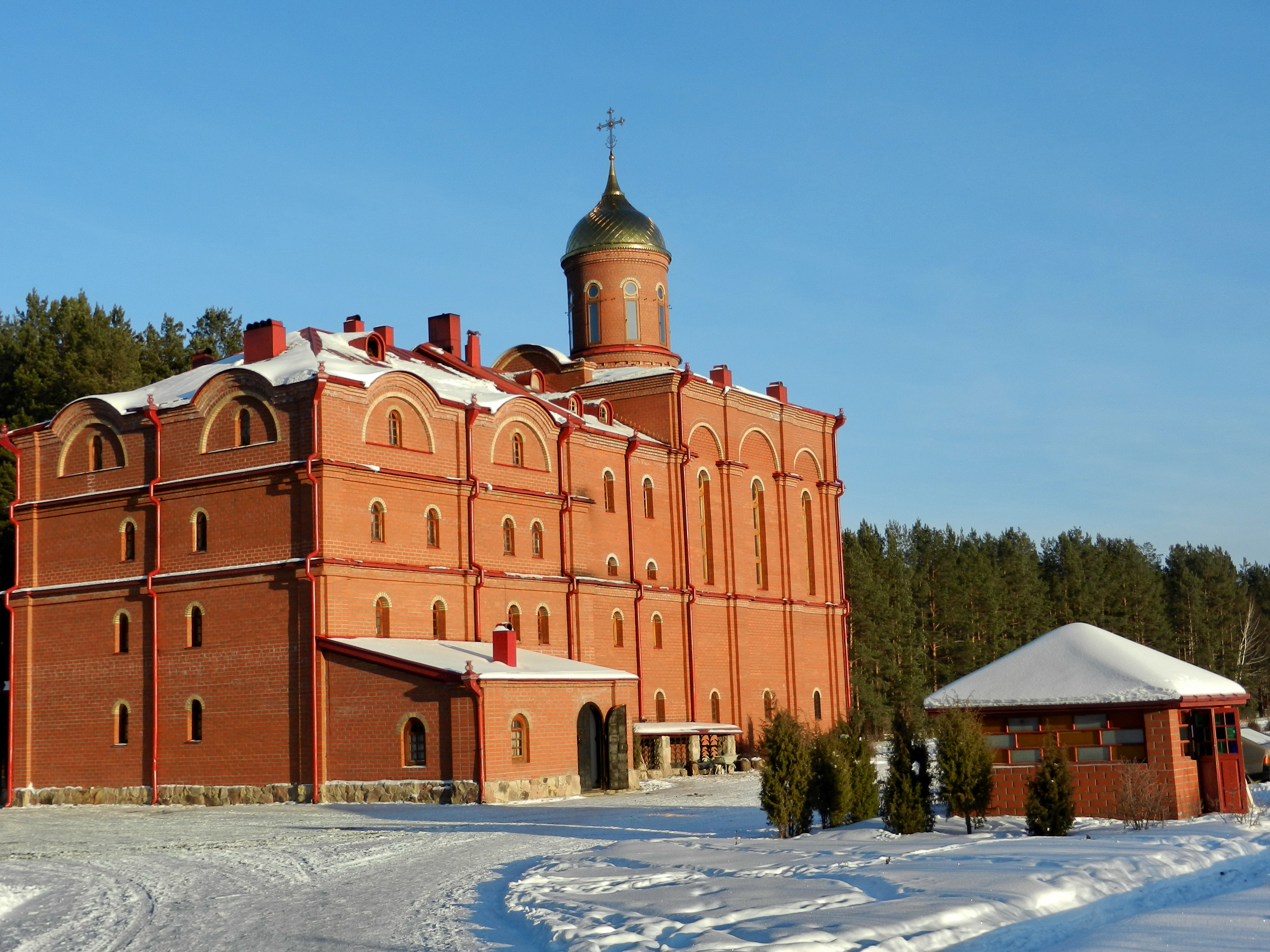
Храм во имя Новомучеников Российских

На окраине посёлка расположен мужской монастырь во имя Новомучеников Российских. На его территории находится шахта, куда в ночь на 18 июля 1918 года были живыми сброшены великая княгиня Елисавета, инокиня Варвара и другие алапаевские мученики. После прихода белых останки убитых были извлечены из шахты и вывезены за границу. Сейчас у шахты расположен мемориал, к которому приезжают многочисленные паломники. Великая княгиня Елисавета и сестра Варвара прославлены в лике святых Русской Православной церкви в 1992 году. В монастырском храме во имя Новомучеников Российских хранятся частицы нетленных мощей Святой Елисаветы, привезённые из Иерусалима в 2004 году.

### Успенская церковь
Каменный одноэтажный храм во имя Успения Божией Матери с приделами в честь богоявления Господня и Святителя Николая основан в 1796 году, а закончен в 1839 году, строившись первоначально на средства одного из алапаевских заводовладельцев. Богоявленский придельный храм освящён был в 1813 году, Никольский — в 1849 году, а Успенский — в 1804 году. В 1896 году, в виду тесноты храма, Богоявленский придел был упразднён, а в 1898 году храм был заново ремонтирован и расширен. Церковь была закрыта в 1930-е годы.

## Промышленность
Основа промышленности большого посёлка с момента его основания — металлургическое производство. В посёлке оно сохранилось с демидовских времён. Основное градообразующее предприятие: Верхнесинячихинский металлургический завод, который ныне не работает. Вторая отрасль промышленного производства: деревообработка (производство фанеры). В посёлке базируется фанерный комбинат «Свеза Верхняя Синячиха» — один из крупнейших производителей фанеры в Свердловской области.

## Транспорт

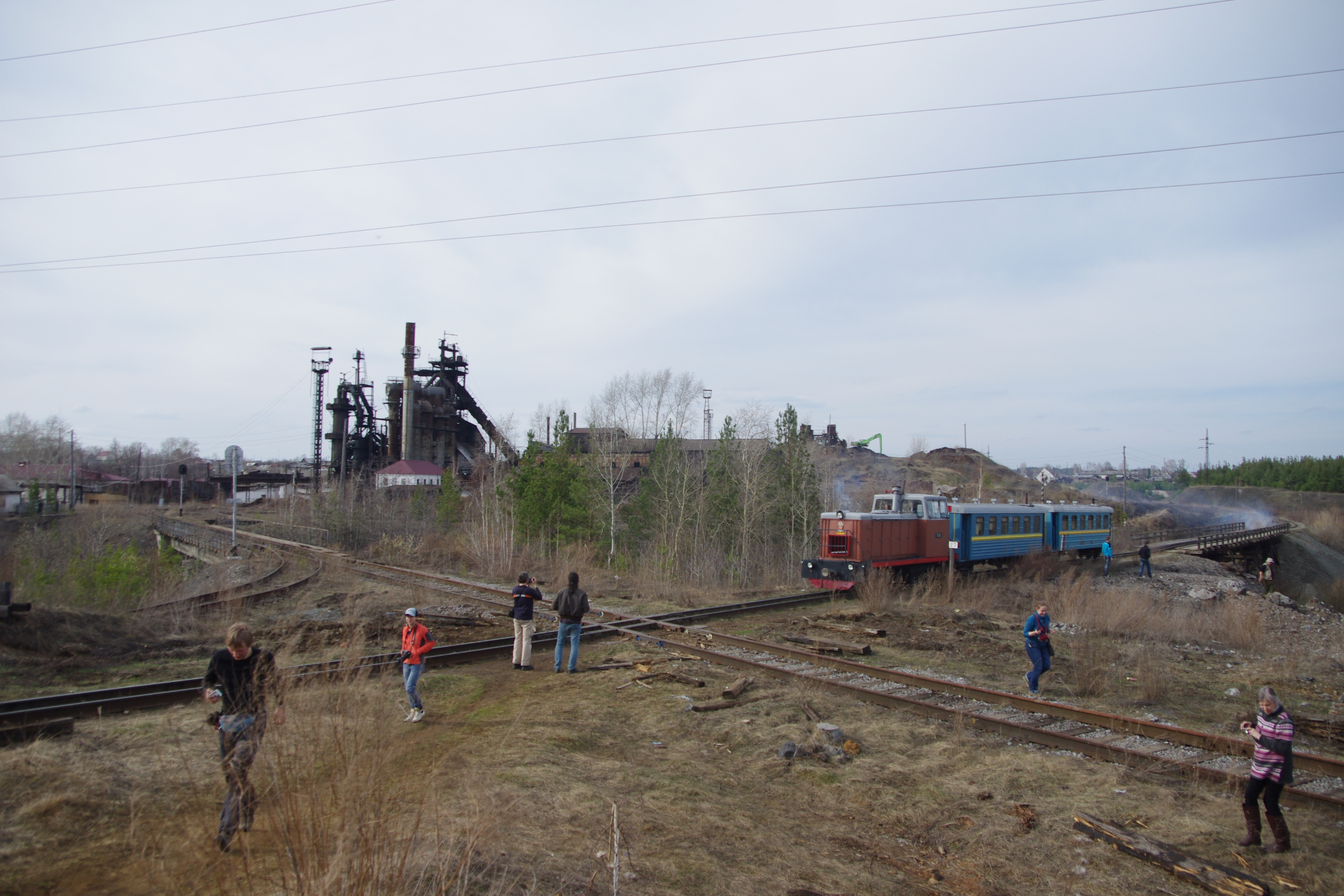
Линия Алапаевской УЖД, идущая через Верхнюю Синячиху вблизи старинного демидовского металлургического завода

### Железнодорожный
Верхняя Синячиха находится в пяти километрах от железнодорожной станции Синячиха и в одном километре от остановочного пункта Верхняя Синячиха Свердловской железной дороги. Также через посёлок проходит Алапаевская узкоколейная железная дорога, на которой расположены остановочный пункт Синячиха и грузовая станция Угольная.

### Автомобильный
До Верхней Синячихи можно добраться на междугородних автобусах из Екатеринбурга, Нижнего Тагила, Алапаевска, Верхней Салды и Нижней Салды.

## Население
| 1959  | 1970  | 1979    | 1989    | 2002    | 2009    | 2010  |
| ----- | ----- | ------- | ------- | ------- | ------- | ----- |
| 8740  | ↘7761 | ↗10 033 | ↗11 957 | ↘11 147 | ↘10 878 | ↘9999 |
| 2012  | 2013  | 2014    | 2015    | 2016    | 2017    | 2018  |
| ↘9877 | ↘9831 | ↘9771   | ↗9780   | ↘9759   | ↗9795   | ↘9734 |
| 2019  | 2020  | 2021    | 2023    |         |         |       |
| ↘9727 | ↘9720 | ↘9362   | ↗9417   |         |         |       |

### Известные жители
- Гурьев, Павел Дмитриевич (1906—1944) — Герой Советского Союза.
- Карелин, Пётр Петрович (1923—1990) — Герой Советского Союза.
- Маслов, Василий Николаевич (1906—1938) — художник-авангардист.
- Томашов, Юрий Васильевич (1929—2019) — Герой Социалистического Труда.
- Чечулин, Иван Павлович (1918—1945) — Герой Советского Союза.